# Álvaro Obregón
Tướng Álvaro Obregón Salido (1880 – 1928) là vị tổng thống của México từ năm 1920 đến 1924. Vào năm 1928, sau khi vừa được bầu làm tổng thống nhiệm kỳ tiếp vào ngày 1 tháng 7 thì ông đã bị ám sát vào 17 tháng 7. Hiện ở Mexico có bức tượng bán thân của ông tại lâu đài Chapultepec ở thành phố México. Dưới tượng khắc những lời lẽ đầy triết lý của ông và được trích dẫn lại trong tác phẩm Đắc nhân tâm của nhà văn Dale Carnegie:
| “                | Đừng sợ những kẻ thù tấn công anh mà hãy ghê sợ những người bạn ưa nịnh hót anh | ” |
| — Álvaro Obregón |                                                                                 |   |